# Elżbieta Canori Mora
Elżbieta Canori Mora, właśc. wł. Elisabetta Canori Mora (ur. 21 listopada 1774 w Rzymie, zm. 5 lutego 1825 tamże) – włoska tercjarka trynitariańska (OSsT), błogosławiona Kościoła rzymskokatolickiego.
Elżbieta Canori urodziła się w arystokratycznej i chrześcijańskiej rodzinie, jako córka Tomasza Canori i Teresy z rodu Primoli. Otrzymała staranne wykształcenie w Kolegium Sióstr św. Augustyna w Cascii.
10 stycznia 1796 roku wyszła za mąż za Krzysztofa Morę z którym miała dwie córki: Mariannę i Lucynę. Nie mając łatwego małżeństwa, Elżbieta Mora złożyła profesję (przyrzeczenia) w Świeckim (Trzecim) Zakonie Trynitarzy. W 1807 jej przewodnikiem duchowym był Ojciec Fernando. Przyjął ją w szeregi członków III Zakonu Trynitarzy przy kościele San Carlo w Rzymie.
Zmarła na skutek ciężkiej choroby w wieku 50 lat. Dopiero po jej śmierci mąż nawrócił się i jako franciszkanin pokutował za swoją niewierność małżeńską. Zmarł w opinii świętości.
Elżbieta po śmierci została pochowana w kościele San Carlo.
Jej beatyfikacji dokonał Jan Paweł II dnia 24 kwietnia 1994 roku.